# セッド・マルティネス
- サイード・マルティネス

エクトル・セッド・マルティネス・ソルト（Héctor Said Martínez Sorto、1991年8月7日 - ）は、ホンジュラス・コロン県トコア出身のサッカー審判員。リーガ・ナシオナル・デ・フトボル・プロフェシオナル・デ・ホンジュラスなどの国内リーグの他、2017年から国際サッカー連盟 (FIFA) に国際審判員として登録されている。

## 来歴
10歳の時にサッカー審判員になることを志し、18歳の時に史上最年少でプロサッカーリーグの審判員としてデビュー。多くの経験を積むため、首都テグシガルパに転居する。
審判員としての活動と並行してフランシスコ・モラザン国立教育大学に入学し、数学の専門家となっている。

### 審判としてのキャリア
2017年にFIFA及び北中米カリブ海サッカー連盟 (CONCACAF) に国際審判員として登録される。2019年には、アメリカ、コスタリカ、ジャマイカの3ヶ国で共催された2019 CONCACAFゴールドカップ CONCACAF U-20選手権、ポーランドで開催された2019 FIFAU-20ワールドカップを担当した。
2021 CONCACAFゴールドカップでも主審を担当し、 アメリカとメキシコの間で争われた決勝戦を担当した。